# A 2012-es Tour de France résztvevőinek listája
A 2012-es Tour de France résztvevőinek listáján azok a professzionális országúti kerékpárversenyzők szerepelnek, akik részt vettek a 99., 2012. június 30. és július 22. között megrendezett Tour de France-on.

## Csapatok
A szervezők 18 UCI World Tour csapatot és 4 szabadkártyás csapatot hívtak meg a versenyre.
| - Amerikai Egyesült Államok BMC Racing Team (BMC) Team Garmin–Sharp–Barracuda (GRS) - Ausztrália Orica–GreenEDGE (OGE) - Belgium Lotto–Belisol Team (LTB) Omega Pharma–Quick Step (OPQ) - Dánia Team Saxo Bank–Tinkoff Bank (STB) - Franciaország Ag2r–La Mondiale (ALM) Cofidis, Le Crédit en Ligne (COF)* FDJ–BigMat (FDJ) Saur–Sojasun (SAU)* Team Europcar (EUC)* | - Hollandia Rabobank Cycling Team (RAB) Argos–Shimano (ARG)* Vacansoleil–DCM (VCD) - Kazahsztán Pro Team Astana (AST) - Luxemburg RadioShack–Nissan–Trek (RNT) - Egyesült Királyság Sky Procycling (SKY) | - Olaszország Lampre–ISD (LAM) Liquigas–Cannondale (LIQ) - Oroszország Katyusa Team (KAT) - Spanyolország Euskaltel–Euskadi (EUS) Movistar Team (MOV) |

*szabadkártyás csapatok

## Versenyzők
Jelmagyarázat
- NR = nem rajtolt el
- NC = nem ért célba
- IK = időlimiten kívül ért be a célba
- DK = kizárták (diszkvalifikálták)
- A betűkombinációk utáni szám az adott szakasz sorszáma.
- A feltüntetett életkorok 2012. június 30., azaz a verseny kezdete szerint értendők.
- * = azokat a versenyzőket jelöli, akik vagy 1987. január 1-jén vagy később születtek, azaz versenyben vannak a fehér trikóért.
- Az egyes versenyzők neve alatt feltüntetett bajnoki trikók a 2010-es évben elért eredményeket jelölik, az adott versenyzők ennek megfelelően viselték ezeket.

A 22 csapat 198 kerekeséből 153 fejezte be a versenyt, magyar induló nem volt.
| BMC Racing Team BMC        | BMC Racing Team BMC      | BMC Racing Team BMC | BMC Racing Team BMC |
| -------------------------- | ------------------------ | ------------------- | ------------------- |
| #                          | Versenyző                | Életkor             | Helyezés            |
| 1                          | Cadel Evans (AUS)        | 35                  | 7.                  |
| 2                          | Marcus Burghardt (GER)   | 29                  | 58.                 |
| 3                          | Steve Cummings (GBR)     | 31                  | 95.                 |
| 4                          | Philippe Gilbert (BEL)   | 29                  | 46.                 |
| 5                          | George Hincapie (USA)    | 39                  | 38.                 |
| 6                          | Amaël Moinard (FRA)      | 30                  | 45.                 |
| 7                          | Manuel Quinziato (ITA)   | 32                  | 109.                |
| 8                          | Michael Schär (SUI)      | 25                  | 49.                 |
| 9                          | Tejay van Garderen (USA) | 23*                 | 5.                  |
| Csapatfőnök: John Lelangue |                          |                     |                     |

| RadioShack–Nissan–Trek RNT  | RadioShack–Nissan–Trek RNT                      | RadioShack–Nissan–Trek RNT | RadioShack–Nissan–Trek RNT |
| --------------------------- | ----------------------------------------------- | -------------------------- | -------------------------- |
| #                           | Versenyző                                       | Életkor                    | Helyezés                   |
| 11                          | Fränk Schleck (LUX)                             | 32                         | NR/16.                     |
| 12                          | Fabian Cancellara (SUI) · svájci időfutambajnok | 31                         | NR/11.                     |
| 13                          | Tony Gallopin (FRA)                             | 24*                        | NC/13.                     |
| 14                          | Chris Horner (USA)                              | 40                         | 13.                        |
| 15                          | Andreas Klöden (GER)                            | 37                         | 11.                        |
| 16                          | Maxime Monfort (BEL)                            | 29                         | 16.                        |
| 17                          | Jaroszlav Popovics (UKR)                        | 32                         | 76.                        |
| 18                          | Jens Voigt (GER)                                | 40                         | 52.                        |
| 19                          | Haimar Zubeldia (ESP)                           | 35                         | 6.                         |
| Csapatfőnök: Alain Gallopin |                                                 |                            |                            |

| Team Europcar EUC              | Team Europcar EUC         | Team Europcar EUC | Team Europcar EUC |
| ------------------------------ | ------------------------- | ----------------- | ----------------- |
| #                              | Versenyző                 | Életkor           | Helyezés          |
| 21                             | Thomas Voeckler (FRA)     | 34                | 26.               |
| 22                             | Arasiro Jukija (JPN)      | 27                | 84.               |
| 23                             | Giovanni Bernaudeau (FRA) | 28                | NC/15.            |
| 24                             | Cyril Gautier (FRA)       | 24*               | 61.               |
| 25                             | Yohann Gène (FRA)         | 31                | 139.              |
| 26                             | Vincent Jérôme (FRA)      | 27                | NC/15.            |
| 27                             | Cristophe Kern (FRA)      | 31                | 83.               |
| 28                             | Davide Malacarne (ITA)    | 24*               | 59.               |
| 29                             | Pierre Rolland (FRA)      | 25                | 8.                |
| Csapatfőnök: Dominique Arnould |                           |                   |                   |

| Euskaltel–Euskadi EUS            | Euskaltel–Euskadi EUS    | Euskaltel–Euskadi EUS | Euskaltel–Euskadi EUS |
| -------------------------------- | ------------------------ | --------------------- | --------------------- |
| #                                | Versenyző                | Életkor               | Helyezés              |
| 31                               | Samuel Sánchez (ESP)     | 35                    | NC/8.                 |
| 32                               | Mikel Astarloza (ESP)    | 32                    | NC/6.                 |
| 33                               | Jorge Azanza (ESP)       | 31                    | 74.                   |
| 34                               | Gorka Izagirre (ESP)     | 24*                   | 39.                   |
| 35                               | Egoi Martínez (ESP)      | 35                    | 17.                   |
| 36                               | Rubén Pérez Moreno (ESP) | 30                    | 87.                   |
| 37                               | Amets Txurruka (ESP)     | 29                    | NR/7.                 |
| 38                               | Pablo Ortasun (ESP)      | 33                    | 134.                  |
| 39                               | Gorka Verdugo (ESP)      | 33                    | NC/8.                 |
| Csapatfőnök: Gorka Gerrikagoitia |                          |                       |                       |

| Lampre–ISD LAM                | Lampre–ISD LAM            | Lampre–ISD LAM | Lampre–ISD LAM |
| ----------------------------- | ------------------------- | -------------- | -------------- |
| #                             | Versenyző                 | Életkor        | Helyezés       |
| 41                            | Michele Scarponi (ITA)    | 32             | 24.            |
| 42                            | Grega Bole (SLO)          | 26             | NC/16.         |
| 43                            | Danilo Hondo (GER)        | 38             | 86.            |
| 44                            | Yuriy Krivtsov (UKR)      | 27             | IK/11.         |
| 45                            | Matthew Lloyd (AUS)       | 30             | NR/10.         |
| 46                            | Marco Marzano (ITA)       | 32             | 80.            |
| 47                            | Alessandro Petacchi (ITA) | 38             | IK/11.         |
| 48                            | Simone Stortoni (ITA)     | 26             | 69.            |
| 49                            | Davide Viganò (ITA)       | 29             | NC/6.          |
| Csapatfőnök: Maurizio Piovani |                           |                |                |

| Liquigas–Cannondale LIQ   | Liquigas–Cannondale LIQ                      | Liquigas–Cannondale LIQ | Liquigas–Cannondale LIQ |
| ------------------------- | -------------------------------------------- | ----------------------- | ----------------------- |
| #                         | Versenyző                                    | Életkor                 | Helyezés                |
| 51                        | Vincenzo Nibali (ITA)                        | 27                      | 3.                      |
| 52                        | Ivan Basso (ITA)                             | 34                      | 25.                     |
| 53                        | Federico Canuti (ITA)                        | 26                      | 114.                    |
| 54                        | Kristjan Koren (SLO)                         | 25                      | 98.                     |
| 55                        | Dominik Nerz (GER)                           | 22*                     | 47.                     |
| 56                        | Daniel Oss (ITA)                             | 26                      | 105.                    |
| 57                        | Peter Sagan (SVK) · szlovák országúti bajnok | 22*                     | 42.                     |
| 58                        | Sylwester Szmyd (POL)                        | 35                      | 71.                     |
| 59                        | Alessandro Vanotti (ITA)                     | 31                      | 118.                    |
| Csapatfőnök: Mario Scirea |                                              |                         |                         |

| Team Garmin–Sharp–Barracuda GRS | Team Garmin–Sharp–Barracuda GRS                    | Team Garmin–Sharp–Barracuda GRS | Team Garmin–Sharp–Barracuda GRS |
| ------------------------------- | -------------------------------------------------- | ------------------------------- | ------------------------------- |
| #                               | Versenyző                                          | Életkor                         | Helyezés                        |
| 61                              | Ryder Hesjedal (CAN)                               | 31                              | NR/7.                           |
| 62                              | Tom Danielson (USA)                                | 34                              | NC/6.                           |
| 63                              | Tyler Farrar (USA)                                 | 28                              | 151.                            |
| 64                              | Robert Hunter (RSA) · dél-afrikai országúti bajnok | 35                              | NR/7.                           |
| 65                              | Daniel Martin (IRL)                                | 25                              | 35.                             |
| 66                              | David Millar (GBR)                                 | 35                              | 106.                            |
| 67                              | Johan Vansummeren (BEL)                            | 31                              | 147.                            |
| 68                              | Christian Vande Velde (USA)                        | 36                              | 60.                             |
| 69                              | David Zabriskie (USA) · amerikai időfutambajnok    | 33                              | 100.                            |
| Csapatfőnök: Jonathan Vaughters |                                                    |                                 |                                 |

| AG2R La Mondiale ALM        | AG2R La Mondiale ALM        | AG2R La Mondiale ALM | AG2R La Mondiale ALM |
| --------------------------- | --------------------------- | -------------------- | -------------------- |
| #                           | Versenyző                   | Életkor              | Helyezés             |
| 71                          | Jean-Cristophe Péraud (FRA) | 36                   | 44.                  |
| 72                          | Maxime Bouet (FRA)          | 25                   | 55.                  |
| 73                          | Mickaël Cherel (FRA)        | 27                   | 62.                  |
| 74                          | Hubert Dupont (FRA)         | 31                   | NR/7.                |
| 75                          | Sébastien Hinault (FRA)     | 38                   | 122.                 |
| 76                          | Blel Kadri (FRA)            | 25                   | 89.                  |
| 77                          | Sébastien Minard (FRA)      | 31                   | 65.                  |
| 78                          | Cristophe Riblon (FRA)      | 32                   | 73.                  |
| 79                          | Nicolas Roche (IRL)         | 27                   | 12.                  |
| Csapatfőnök: Vincent Lavenu |                             |                      |                      |

| Cofidis, Le Crédit en Ligne COF | Cofidis, Le Crédit en Ligne COF           | Cofidis, Le Crédit en Ligne COF | Cofidis, Le Crédit en Ligne COF |
| ------------------------------- | ----------------------------------------- | ------------------------------- | ------------------------------- |
| #                               | Versenyző                                 | Életkor                         | Helyezés                        |
| 81                              | Rein Taaramäe (EST) · észt időfutambajnok | 25*                             | 36.                             |
| 82                              | Rémy Di Grégorio (FRA)                    | 26                              | NR/10.                          |
| 83                              | Samuel Dumoulin (FRA)                     | 31                              | 107.                            |
| 84                              | Nicolas Edet (FRA)                        | 24*                             | 128.                            |
| 85                              | Julien Fouchard (FRA)                     | 27                              | 149.                            |
| 86                              | Jan Ghyselinck (BEL)                      | 24*                             | 152.                            |
| 87                              | Luis Ángel Maté (ESP)                     | 29                              | 130.                            |
| 88                              | David Moncoutié (FRA)                     | 38                              | NC/12.                          |
| 89                              | Romain Zingle (BEL)                       | 25*                             | 90.                             |
| Csapatfőnök: Didier Rous        |                                           |                                 |                                 |

| Saur–Sojasun SAU             | Saur–Sojasun SAU         | Saur–Sojasun SAU | Saur–Sojasun SAU |
| ---------------------------- | ------------------------ | ---------------- | ---------------- |
| #                            | Versenyző                | Életkor          | Helyezés         |
| 91                           | Jérôme Coppel (FRA)      | 25               | 21.              |
| 92                           | Anthony Delaplace (FRA)  | 22*              | NC/7.            |
| 93                           | Jimmy Engoulvent (FRA)   | 32               | 153.             |
| 94                           | Brice Feillu (FRA)       | 26               | 91.              |
| 95                           | Fabrice Jeandesboz (FRA) | 27               | 54.              |
| 96                           | Cyril Lemoine (FRA)      | 30               | 136.             |
| 97                           | Guillaume Levarlet (FRA) | 26               | 75.              |
| 98                           | Jean-Marc Marino (FRA)   | 28               | 131.             |
| 99                           | Julien Simon (FRA)       | 26               | 92.              |
| Csapatfőnök: Lylian Lebreton |                          |                  |                  |

| Sky Procycling SKY      | Sky Procycling SKY                                   | Sky Procycling SKY | Sky Procycling SKY |
| ----------------------- | ---------------------------------------------------- | ------------------ | ------------------ |
| #                       | Versenyző                                            | Életkor            | Helyezés           |
| 101                     | Bradley Wiggins (GBR)                                | 32                 | 1.                 |
| 102                     | Edvald Boasson Hagen (NOR) · norvég országúti bajnok | 25*                | 56.                |
| 103                     | Mark Cavendish (GBR)                                 | 27                 | 142.               |
| 104                     | Bernhard Eisel (AUT)                                 | 31                 | 146.               |
| 105                     | Chris Froome (GBR)                                   | 27                 | 2.                 |
| 106                     | Christian Knees (GER)                                | 31                 | 82.                |
| 107                     | Richie Porte (AUS)                                   | 27                 | 34.                |
| 108                     | Michael Rogers (AUS)                                 | 32                 | 23.                |
| 109                     | Kansztancin Szivcov (BLR)                            | 29                 | NC/3.              |
| Csapatfőnök: Sean Yates |                                                      |                    |                    |

| Lotto–Belisol Team LTB     | Lotto–Belisol Team LTB      | Lotto–Belisol Team LTB | Lotto–Belisol Team LTB |
| -------------------------- | --------------------------- | ---------------------- | ---------------------- |
| #                          | Versenyző                   | Életkor                | Helyezés               |
| 111                        | Jurgen Van Der Broeck (BEL) | 29                     | 4.                     |
| 112                        | Lars Bak (DEN)              | 32                     | 96.                    |
| 113                        | Francis De Greef (BEL)      | 27                     | 102.                   |
| 114                        | André Greipel (GER)         | 29                     | 123.                   |
| 115                        | Adam Hansen (AUS)           | 31                     | 81.                    |
| 116                        | Greg Henderson (NZL)        | 35                     | 124.                   |
| 117                        | Jürgen Roelandts (BEL)      | 27                     | 104.                   |
| 118                        | Marcel Sieberg (GER)        | 30                     | 132.                   |
| 119                        | Jelle Vanendert (BEL)       | 27                     | 29.                    |
| Csapatfőnök: Herman Frison |                             |                        |                        |

| Vacansoleil–DCM VCD                   | Vacansoleil–DCM VCD                          | Vacansoleil–DCM VCD | Vacansoleil–DCM VCD |
| ------------------------------------- | -------------------------------------------- | ------------------- | ------------------- |
| #                                     | Versenyző                                    | Életkor             | Helyezés            |
| 121                                   | Lieuwe Westra (NED) · holland időfutambajnok | 29                  | 128.                |
| 122                                   | Kris Boeckmans (BEL)                         | 25*                 | 115.                |
| 123                                   | Johnny Hoogerland (NED)                      | 29                  | 67.                 |
| 124                                   | Gustav Larsson (SWE) · svéd időfutambajnok   | 31                  | NC/11.              |
| 125                                   | Marco Marcato (ITA)                          | 28                  | 57.                 |
| 126                                   | Wout Poels (NED)                             | 24*                 | NC/6.               |
| 127                                   | Rob Ruijgh (NED)                             | 25                  | NC/11.              |
| 128                                   | Rafael Valls Ferri (ESP)                     | 25*                 | 41.                 |
| 129                                   | Kenny van Hummel (NED)                       | 29                  | NC/15.              |
| Csapatfőnök: Hilaire Van der Schueren |                                              |                     |                     |

| Katyusa Team KAT          | Katyusa Team KAT                               | Katyusa Team KAT | Katyusa Team KAT |
| ------------------------- | ---------------------------------------------- | ---------------- | ---------------- |
| #                         | Versenyző                                      | Életkor          | Helyezés         |
| 131                       | Gyenyisz Menysov (RUS) · orosz időfutambajnok  | 34               | 15.              |
| 132                       | Giampaolo Caruso (ITA)                         | 31               | 37.              |
| 133                       | Óscar Freire (ESP)                             | 36               | NR/7.            |
| 134                       | Vlagyimir Guszev (RUS)                         | 29               | NC/16.           |
| 135                       | Joan Horrach (ESP)                             | 38               | 119.             |
| 136                       | Aljakszandr Kucsinszki (BLR)                   | 32               | 145.             |
| 137                       | Luca Paolini (ITA)                             | 35               | 108.             |
| 138                       | Jurij Trofimov (RUS)                           | 28               | 51.              |
| 139                       | Eduard Vorganov (RUS) · orosz országúti bajnok | 29               | 19.              |
| Csapatfőnök: Valerio Piva |                                                |                  |                  |

| FDJ–BigMat FDJ               | FDJ–BigMat FDJ                                        | FDJ–BigMat FDJ | FDJ–BigMat FDJ |
| ---------------------------- | ----------------------------------------------------- | -------------- | -------------- |
| #                            | Versenyző                                             | Életkor        | Helyezés       |
| 141                          | Sandy Casar (FRA)                                     | 33             | 22.            |
| 142                          | Pierrick Fédrigo (FRA)                                | 33             | 48.            |
| 143                          | Jauhen Hutarovics (BLR) · fehérorosz országúti bajnok | 28             | NC/15.         |
| 144                          | Mathieu Ladagnous (FRA)                               | 27             | 85.            |
| 145                          | Cédric Pineau (BEL)                                   | 28             | 133.           |
| 146                          | Thibaud Pinot (FRA)                                   | 22*            | 10.            |
| 147                          | Anthony Roux (FRA)                                    | 25*            | 126.           |
| 148                          | Jérémy Roy (FRA)                                      | 29             | 66.            |
| 149                          | Arthur Vichot (FRA)                                   | 23*            | 94.            |
| Csapatfőnök: Thierry Bricaud |                                                       |                |                |

| Rabobank Cycling Team RAB         | Rabobank Cycling Team RAB                        | Rabobank Cycling Team RAB | Rabobank Cycling Team RAB |
| --------------------------------- | ------------------------------------------------ | ------------------------- | ------------------------- |
| #                                 | Versenyző                                        | Életkor                   | Helyezés                  |
| 151                               | Robert Gesink (NED)                              | 26                        | NR/12.                    |
| 152                               | Steven Kruijswijk (NED)                          | 25*                       | 33.                       |
| 153                               | Bauke Mollema (NED)                              | 25                        | NC/11.                    |
| 154                               | Mark Renshaw (AUS)                               | 29                        | NC/11.                    |
| 155                               | Luis León Sánchez (ESP) · spanyol időfutambajnok | 28                        | 64.                       |
| 156                               | Bram Tankink (NED)                               | 33                        | 144.                      |
| 157                               | Laurens ten Dam (NED)                            | 31                        | 28.                       |
| 158                               | Maarten Tjallingii (NED)                         | 34                        | NR/4.                     |
| 159                               | Maarten Wynants (BEL)                            | 30                        | NR/7.                     |
| Csapatfőnök: Adri van Houwelingen |                                                  |                           |                           |

| Movistar Team MOV          | Movistar Team MOV        | Movistar Team MOV | Movistar Team MOV |
| -------------------------- | ------------------------ | ----------------- | ----------------- |
| #                          | Versenyző                | Életkor           | Helyezés          |
| 161                        | Alejandro Valverde (ESP) | 33                | 20.               |
| 162                        | Juan José Cobo (ESP)     | 32                | 30.               |
| 163                        | Rui Costa (POR)          | 25                | 18.               |
| 164                        | Imanol Erviti (ESP)      | 28                | NR/7.             |
| 165                        | Iván Gutiérrez (ESP)     | 33                | NR/7.             |
| 166                        | Vlagyimir Karpec (RUS)   | 31                | 53.               |
| 167                        | Vaszil Kirienka (BLR)    | 31                | 77.               |
| 168                        | Rubén Plaza (ESP)        | 33                | 101.              |
| 169                        | José Joaquín Rojas (ESP) | 28                | NC/3.             |
| Csapatfőnök: Yvon Ledanois |                          |                   |                   |

| Team Saxo Bank–Tinkoff Bank STB | Team Saxo Bank–Tinkoff Bank STB | Team Saxo Bank–Tinkoff Bank STB | Team Saxo Bank–Tinkoff Bank STB |
| ------------------------------- | ------------------------------- | ------------------------------- | ------------------------------- |
| #                               | Versenyző                       | Életkor                         | Helyezés                        |
| 171                             | Jonathan Cantwell (AUS)         | 30                              | 137.                            |
| 172                             | Juan José Haedo (ARG)           | 31                              | 140.                            |
| 173                             | Karsten Kroon (NED)             | 36                              | 143.                            |
| 174                             | Anders Lund (DEN)               | 27                              | 127.                            |
| 175                             | Michael Mørkøv (DEN)            | 27                              | 93.                             |
| 176                             | Nick Nuyens (BEL)               | 32                              | 121.                            |
| 177                             | Sérgio Paulinho (POR)           | 32                              | 50.                             |
| 178                             | Chris Anker Sørensen (DEN)      | 27                              | 14.                             |
| 179                             | Nicki Sørensen (DEN)            | 37                              | 99.                             |
| Csapatfőnök: Dan Frost          |                                 |                                 |                                 |

| Pro Team Astana AST              | Pro Team Astana AST                                                 | Pro Team Astana AST | Pro Team Astana AST |
| -------------------------------- | ------------------------------------------------------------------- | ------------------- | ------------------- |
| #                                | Versenyző                                                           | Életkor             | Helyezés            |
| 181                              | Janez Brajkovič (SLO)                                               | 28                  | 9.                  |
| 182                              | Borut Božič (SLO) · szlovén országúti bajnok                        | 31                  | 129.                |
| 183                              | Dmitrij Fofonov (KAZ)                                               | 35                  | 63.                 |
| 184                              | Andrij Hrivko (UKR) · ukrán országúti bajnok · ukrán időfutambajnok | 28                  | 43.                 |
| 185                              | Makszim Iglinszkij (KAZ)                                            | 31                  | 116.                |
| 186                              | Andrej Kasecskin (KAZ)                                              | 32                  | 78.                 |
| 187                              | Fredrik Kessiakoff (SWE)                                            | 32                  | 40.                 |
| 188                              | Robert Kišerlovski (CRO)                                            | 25                  | NC/14.              |
| 189                              | Alekszandr Vinokurov (KAZ)                                          | 38                  | 31.                 |
| Csapatfőnök: Giuseppe Martinelli |                                                                     |                     |                     |

| Omega Pharma–Quick Step OPQ | Omega Pharma–Quick Step OPQ                     | Omega Pharma–Quick Step OPQ | Omega Pharma–Quick Step OPQ |
| --------------------------- | ----------------------------------------------- | --------------------------- | --------------------------- |
| #                           | Versenyző                                       | Életkor                     | Helyezés                    |
| 191                         | Levi Leipheimer (USA)                           | 38                          | 32.                         |
| 192                         | Sylvain Chavanel (FRA) · francia időfutambajnok | 33                          | NC/15.                      |
| 193                         | Kevin De Weert (BEL)                            | 30                          | 68.                         |
| 194                         | Dries Devenyns (BEL)                            | 28                          | 70.                         |
| 195                         | Bert Grabsch (GER)                              | 37                          | 125.                        |
| 196                         | Tony Martin (GER) · német időfutambajnok        | 27                          | NR/10.                      |
| 197                         | Jérôme Pineau (FRA)                             | 32                          | 112.                        |
| 198                         | Martin Velits (SVK)                             | 27                          | 88.                         |
| 199                         | Peter Velits (SVK) · szlovák időfutambajnok     | 27                          | 27.                         |
| Csapatfőnök: Brian Holm     |                                                 |                             |                             |

| Orica–GreenEDGE OGE     | Orica–GreenEDGE OGE                             | Orica–GreenEDGE OGE | Orica–GreenEDGE OGE |
| ----------------------- | ----------------------------------------------- | ------------------- | ------------------- |
| #                       | Versenyző                                       | Életkor             | Helyezés            |
| 201                     | Simon Gerrans (AUS) · ausztrál országúti bajnok | 33                  | 79.                 |
| 202                     | Michael Albasini (SUI)                          | 31                  | 110.                |
| 203                     | Baden Cooke (AUS)                               | 33                  | 117.                |
| 204                     | Matthew Goss (AUS)                              | 25                  | 120.                |
| 205                     | Deryl Impey (RSA)                               | 27                  | 111.                |
| 206                     | Brett Lancaster (AUS)                           | 32                  | NC/15.              |
| 207                     | Sebastian Langeveld (NED)                       | 27                  | 150.                |
| 208                     | Stuart O’Grady (AUS)                            | 38                  | 97.                 |
| 209                     | Pieter Weening (NED)                            | 31                  | 72.                 |
| Csapatfőnök: Matt White |                                                 |                     |                     |

| Argos–Shimano ARG                 | Argos–Shimano ARG         | Argos–Shimano ARG | Argos–Shimano ARG |
| --------------------------------- | ------------------------- | ----------------- | ----------------- |
| #                                 | Versenyző                 | Életkor           | Helyezés          |
| 211                               | Marcel Kittel (GER)       | 24*               | NC/5.             |
| 212                               | Roy Curvers (NED)         | 32                | 135.              |
| 213                               | Koen de Kort (NED)        | 29                | 103.              |
| 214                               | Johannes Fröhlinger (GER) | 29                | NR/8.             |
| 215                               | Patrick Gretsch (GER)     | 26                | 141.              |
| 216                               | Yann Huguet (FRA)         | 29                | 138.              |
| 217                               | Mathieu Sprick (FRA)      | 30                | 113.              |
| 218                               | Albert Timmer (NED)       | 28                | 148.              |
| 219                               | Tom Veelers (NED)         | 27                | NC/12.            |
| Csapatfőnök: Christian Guiberteau |                           |                   |                   |